# Tudor O. Bompa
Tudor O. Bompa est un sportif, entraîneur, éducateur et professeur d’origine roumaine connu pour sa contribution au système d'entraînement fondé sur les périodes d'entraînement.

## Intérêt pour le sport
Dans une entrevue, Bompa déclare avoir débuté le sport en jouant au football et en y ajoutant l’athlétisme tandis qu’il était adolescent en Roumanie. Il participa aux compétitions sportives nationales et décrocha des médailles à la course de vitesse et au pentathlon. Une blessure mit fin à sa pratique du football ; mais elle lui fit découvrir l’aviron. Dans cette discipline, il gagna une médaille d’argent aux championnats européens de 1958. 

## Théorie des périodes d'entraînement
Bompa s’est inspiré de prédécesseurs dans sa contribution à la théorie des périodes. Les athlètes de l’Antiquité suivaient des périodes d’entraînement, tels que le rapporte Philostrate d'Athènes dans son traité Gymnastikos. En 1963, le professeur russe Leonid Matveyev introduisit pour la première fois la notion de périodisation pour décrire des phases d’entraînement qui, au cours de l’année, visait à atteindre des objectifs physiologiques particuliers. Cette année-là, Bompa appliqua la théorie de Matveyev à l’entraînement d’une lanceuse de javelot, la roumaine Mihaela Peneș, qui établit un nouveau record du monde et gagna la médaille d’or aux Jeux olympiques de Tokyo. 
La périodisation des entraînements consiste tout d’abord à établir des périodes d’entraînements tout au long de l’année. Il s’agit de la préparation, de la compétition et de la phase de transition, phases qui peuvent elles-mêmes être subdivisées. Ensuite, la périodisation des entraînements consiste à développer la force, la vitesse et l’endurance, des habiletés motrices qui requièrent leurs propres phases d’entraînement. 

## Publications
Au cours de sa carrière, Bompa publia plusieurs ouvrages et articles dans lesquels il développa la théorie et la pratique de l’entraînement par périodisation. Son ouvrage le plus connu, Périodisation de l’entraînement, a été imprimé à plus de 18 000 exemplaires et traduits en six langues depuis sa sortie en anglais en 1983. Ses ouvrages sont utilisés pour la formation d’entraîneurs sportifs à l’université et dans des instituts de sports spécialisés. Il adapta sa méthode à plusieurs disciplines sportives allant de l’athlétisme au hockey en passant par la musculation.

## Entraînement d'athlètes
Bompa entraîna des athlètes à des disciplines olympiques telles que l’athlétisme et l’aviron durant huit années. Il a fondé le Tudor Bompa Institute, entreprise de formation des entraîneurs sportifs à la méthode de périodisation.
Bompa est un professeur émérite de l’université York à Toronto. Il reçut plusieurs prix et distinctions pour ses travaux. 